# The Storm (gruppo musicale)
The Storm sono stati un gruppo rock statunitense.

## Storia del gruppo
La band si è formata all'inizio degli anni novanta a San Francisco, California.
Sono stati un progetto parallelo dei Journey. Al progetto infatti presero parte tre di loro: Smith, Valory, e Rolie (due dei quali fondatori dei Journey).

## Formazione
- Kevin Chalfant - voce
- Gregg Rolie - tastiera
- Josh Ramos - chitarra
- Ross Valory - basso
- Steve Smith - batteria

## Discografia
Album in studio
- 1991 - The Storm
- 1995 - Eye of the Storm